# ممفیس بل (فیلم)
ممفیس بل (به انگلیسی: Memphis Belle) فیلمی محصول سال ۱۹۹۰ و به کارگردانی مایکل کاتن-جونز است. در این فیلم بازیگرانی همچون متیو موداین، اریک استولتس، شان آستین، هری کانیک جونیور، رید دایموند، تیت داناوان، جان لیسگو، دی بی سویینی، بیلی زین، کورتنی گینس، نیل جونتولی، دیوید استراترن، جین هرکس و مک مک‌دانلد ایفای نقش کرده‌اند.